# Puits de l'Étançon
Vous lisez un « bon article » labellisé en 2018.  Il fait partie d'un « thème de qualité ».
Le puits de l’Étançon (ou puits no 13 bis) est l'un des principaux puits des houillères de Ronchamp, sur la commune de Ronchamp, dans la région française de Bourgogne-Franche-Comté. Il est le seul puits du bassin minier creusé au XXe siècle et également le seul creusé par Électricité de France. Il a fonctionné de 1950 à 1958, lorsque les affleurements ont été remis en exploitation. En prolongeant l'exploitation du bassin d'une dizaine d'années, il a permis une reconversion plus aisée des mineurs.
Après sa fermeture, il est démantelé puis laissé à l'abandon avant d'être intégré en 1997 au sentier pédestre des affleurements. Le site est déblayé de 1999 à 2000 par une association avant de devenir un site de tourisme industriel au début du XXIe siècle.

## Situation avant le fonçage
Lors de la nationalisation des houillères françaises en 1946, le bassin minier de Ronchamp est confié à Électricité de France, car trop éloigné des autres grands bassins miniers et possédant une importante centrale thermique. L'appauvrissement du gisement et sa faible rentabilité conduisent à effectuer des recherches aux affleurements de charbon, notamment à l'endroit où une première couche avait déjà été exploitée par de vieux travaux avec galeries, mais où une deuxième avait été dédaignée par manque de moyens techniques. C'est ainsi que la décision de creuser le puits de l’Étançon a été prise.

## Fonçage
En juin 1947, quatre sondages sont réalisés dans le secteur de l'Étançon et permettent d'identifier la deuxième couche de houille entre 10 et 20 mètres de profondeur. En juillet 1949, le creusement d'un puits de mine à l'Étançon est nécessaire car les descenderies qui exploitent le secteur sont de plus en plus longues et profondes. La compagnie creuse alors le sondage no 13 pour identifier un terrain favorable au creusement du puits mais il ne rencontre que de vieux travaux, le sondage voisin, no 13 bis, rencontre une couche composée de bancs de 50 et 30 cm,.
Le fonçage du puits en lui-même dure de 1949 à 1950. Le maçonnage du puits commence en janvier 1950, il possède une section circulaire de 3,2 mètres de diamètre. La recette est établie à 38 mètres de fond, la profondeur totale du puits est de 44 mètres avec un puisard de 5 mètres,,.

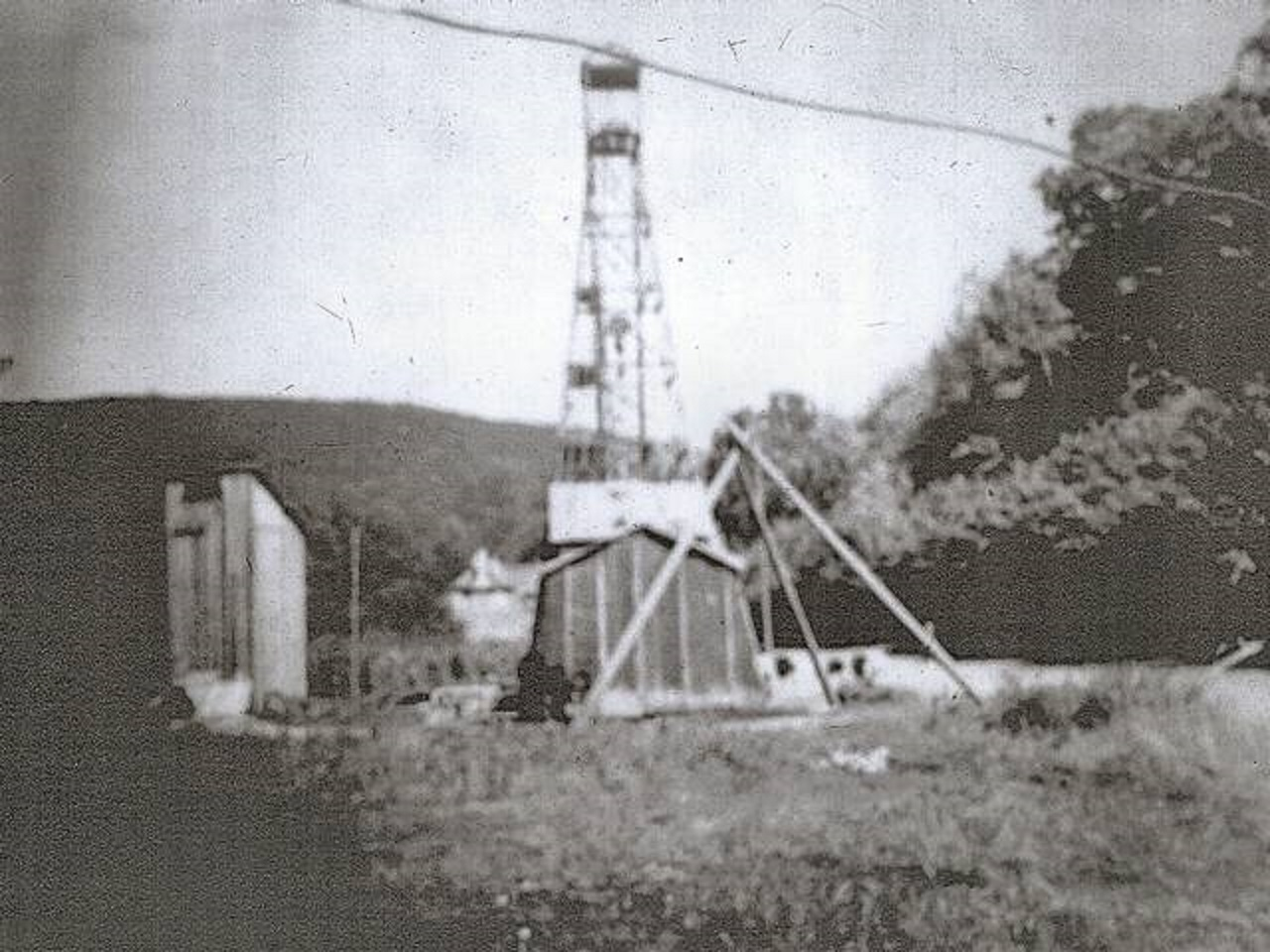
L'un des sondages de 1947.
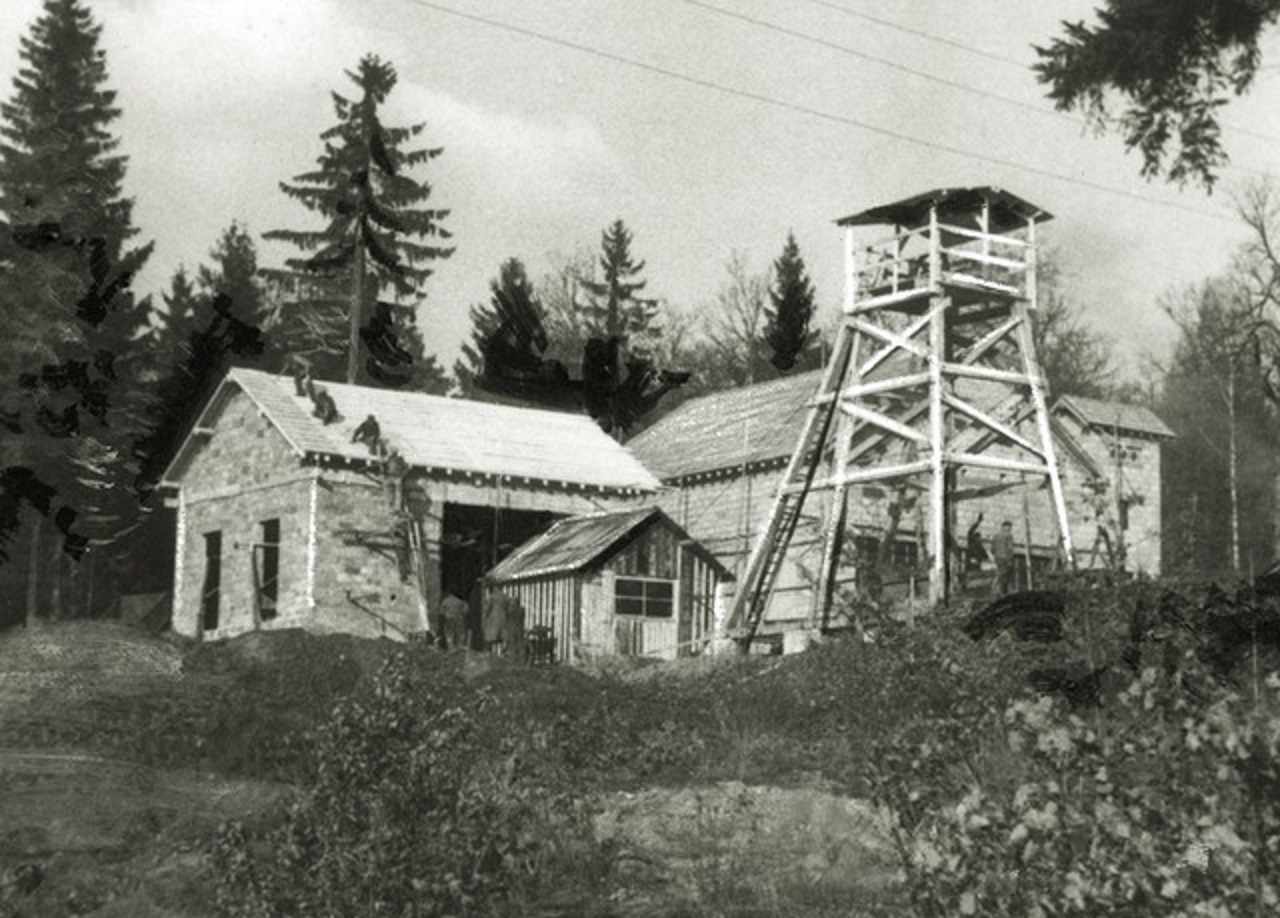
Chevalement provisoire en bois (1949).

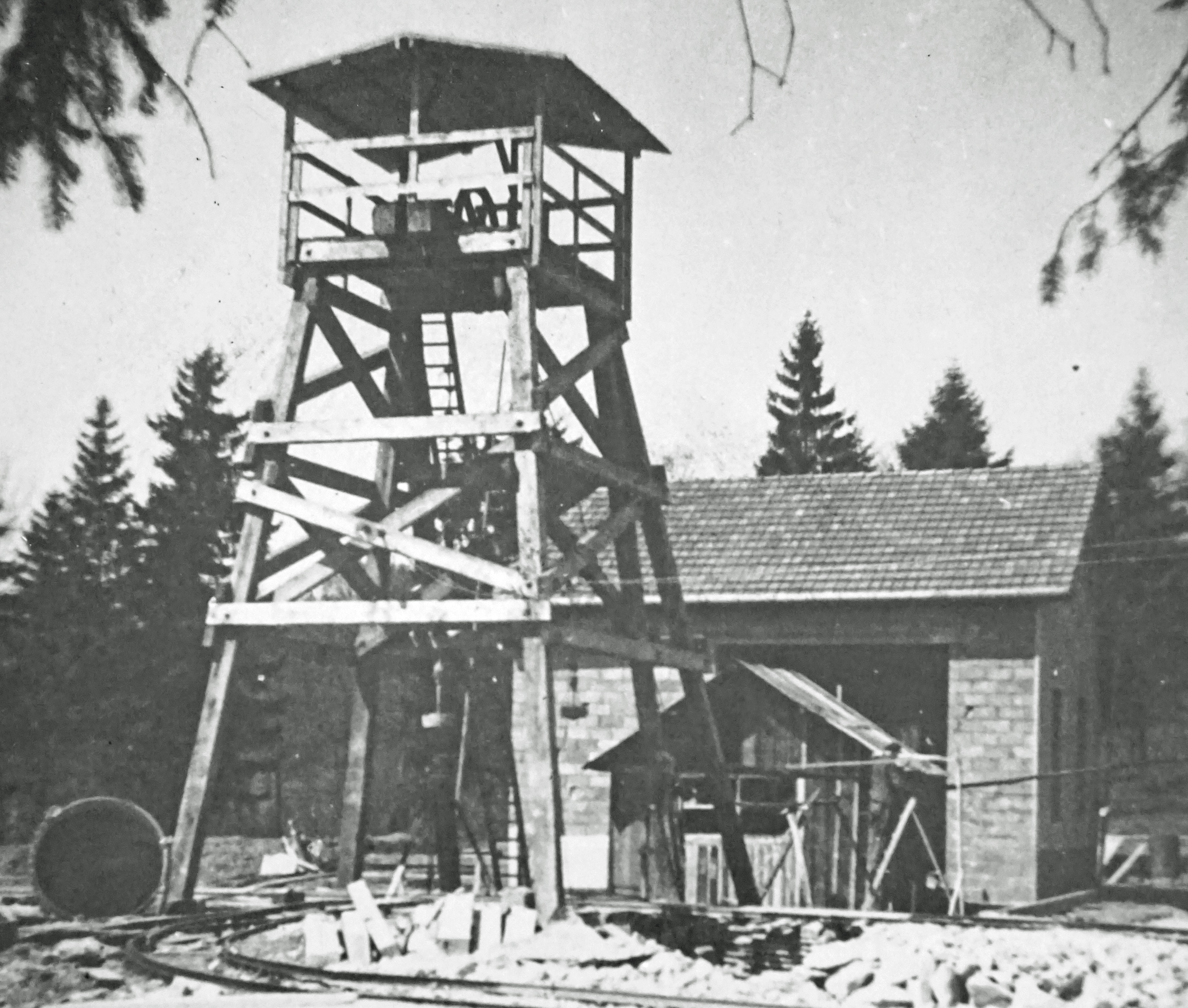
Autre vue du chevalement provisoire.
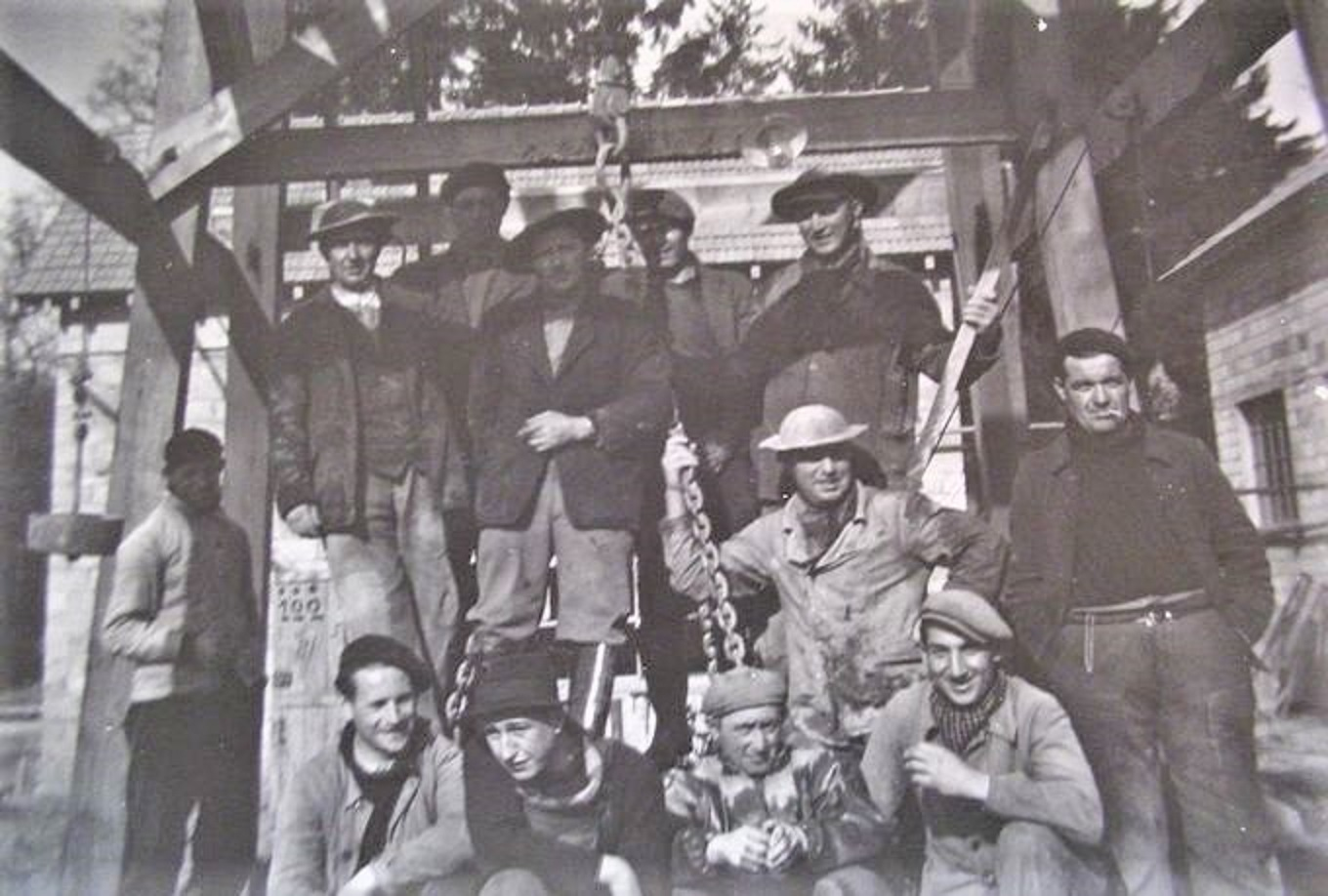
L'équipe de fonçage et les maçons.

## Installations de surface

Plan des installations du puits :

Le puits est d'abord équipé d'un chevalement en bois équipé d'un cuffat.
C'est en juin 1950 qu'est construit le chevalement métallique définitif. Il est équipé des molettes et de la machine d'extraction (treuil électrique) provenant du puits Sainte-Marie. Deux bâtiments entourent le puits : celui du treuil et celui des deux compresseurs à air (l'un des deux provenant du puits du Chanois, en fin d'activité). Un autre bâtiment situé plus au nord près de plusieurs entrées de galeries abrite les vestiaires, les douches et la forge. En novembre 1955, l'évite-molette du puits du Chanois est ajouté ainsi qu'un indicateur de position des cages,.

## Exploitation
Une pompe électrique assure l'exhaure des eaux qui ont envahi le fond du puits et qui empêchent le début des travaux. Une fois les chantiers dénoyés une bowette est creusée en direction du fonçage de l'Est et de la galerie Fourchie (deux descenderies).
Le 16 décembre 1950 se produit le dernier accident mortel de la mine dans la galerie de base des travaux en Fourchie. Cette catastrophe fait quatre morts. La liaison avec cette galerie n'est pas terminée au moment de l'accident. Celle-ci est achevée en 1951, lorsque commence le creusement d'une bowette descendante dite « Jolain »,.
Le charbon extrait dans le puits et les galeries affleurantes voisines est acheminé au centre du Chanois par des camions-bennes.
Le puits cesse finalement l’extraction en avril 1958. En prolongeant l'exploitation sur une dizaine d'années, le puits de l’Étançon a permis une reconversion plus facile des mineurs en offrant plus de délais pour leur reclassement ou leur mise à la retraite dans le cadre de l'arrêt progressif de l'exploitation des Houillères de Ronchamp.

## Reconversion

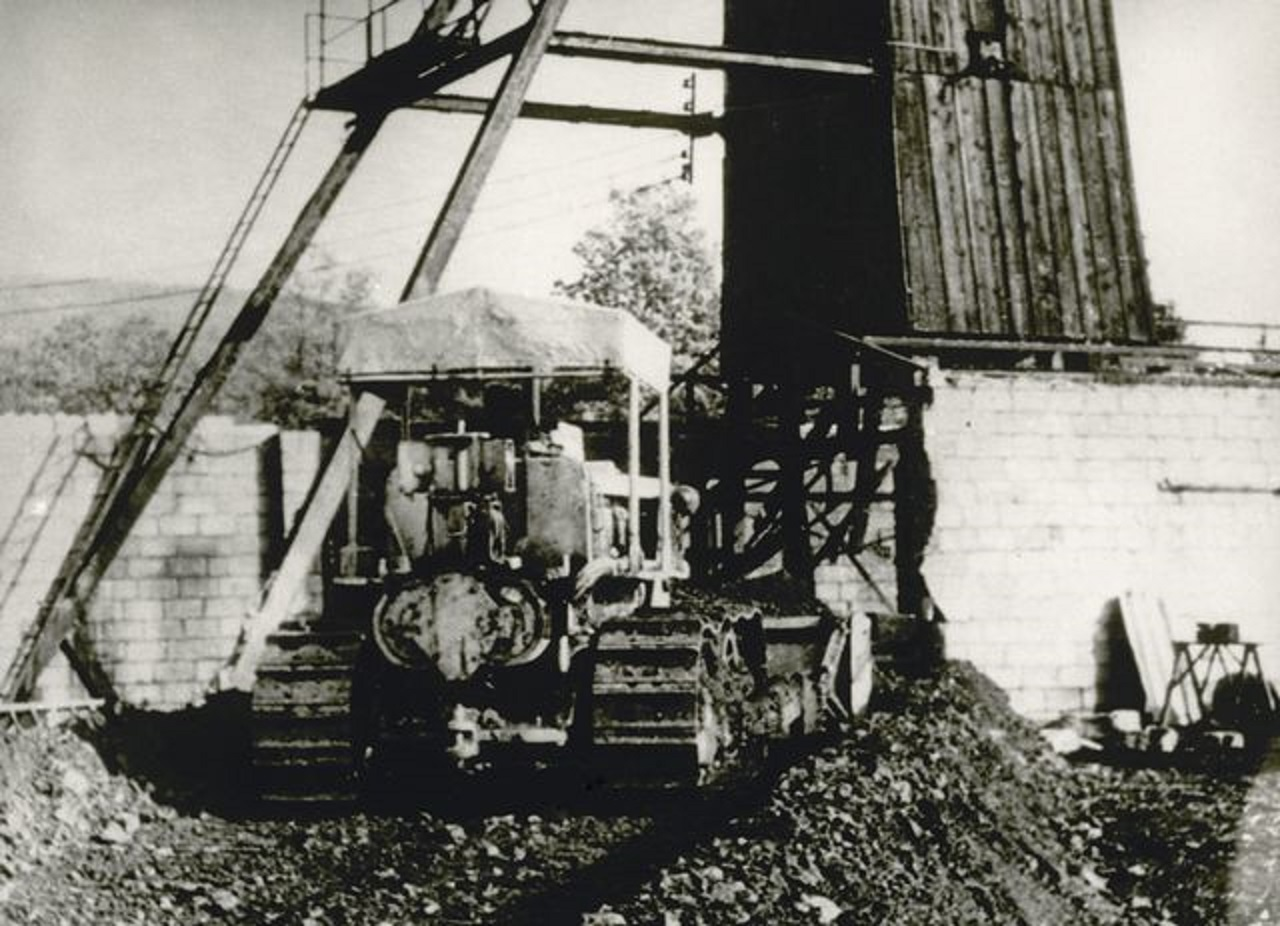
Le remblayage du puits en 1959.

Le puits ferme définitivement en septembre 1958 et est remblayé l'année suivante. Comme pour les autres puits du bassin minier, une dalle en béton est ensuite coulée avec une borne indiquant le nom, le diamètre utile et la profondeur,,. Les installations sont démantelées et les bâtiments détruits avant que la végétation ne reprenne ses droits. En 1997, le site du puits est retrouvé et intégré au circuit historique et minier des affleurements de l'Étançon. Il fait également partie du sentier pédestre de l’Étançon et des cités minières créé par le parc naturel régional des Ballons des Vosges.
De 1999 à 2000, le site du puits est défriché par les amis du musée de la mine. Les fondations des anciens bâtiments du carreau sont remises à jour et le puits est recreusé sur quelques mètres. Une stèle rendant hommage aux quatre victimes de l’Étançon est érigée. Les lieux deviennent alors un lieu de mémoire et de tourisme industriel. En 2007 puis en 2008, le site accueille de nouveaux aménagements (une locomotive, des berlines ainsi que deux ventilateurs restaurés et repeints provenant des mines de gypse de Grozon).

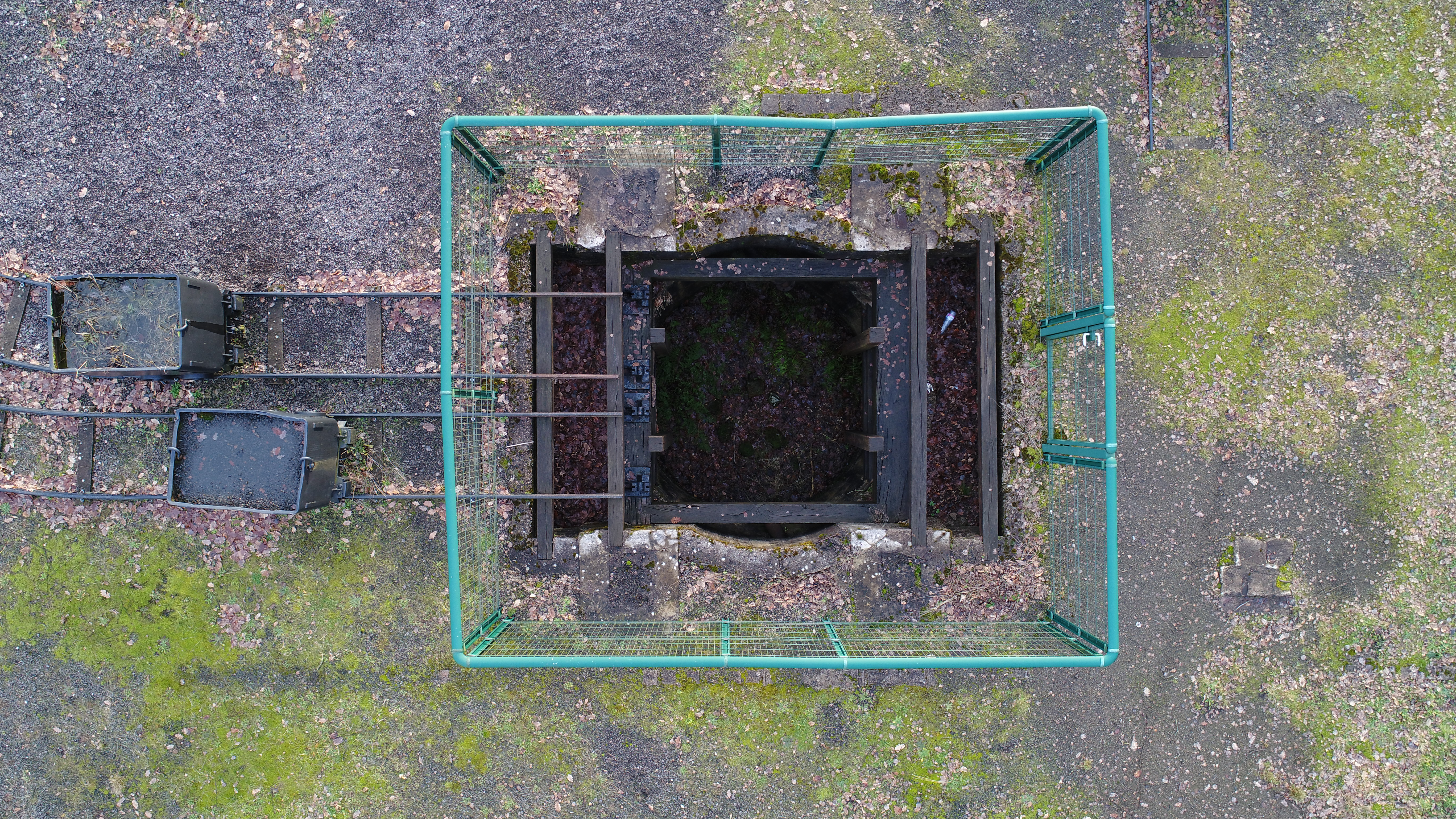
Vue aérienne.
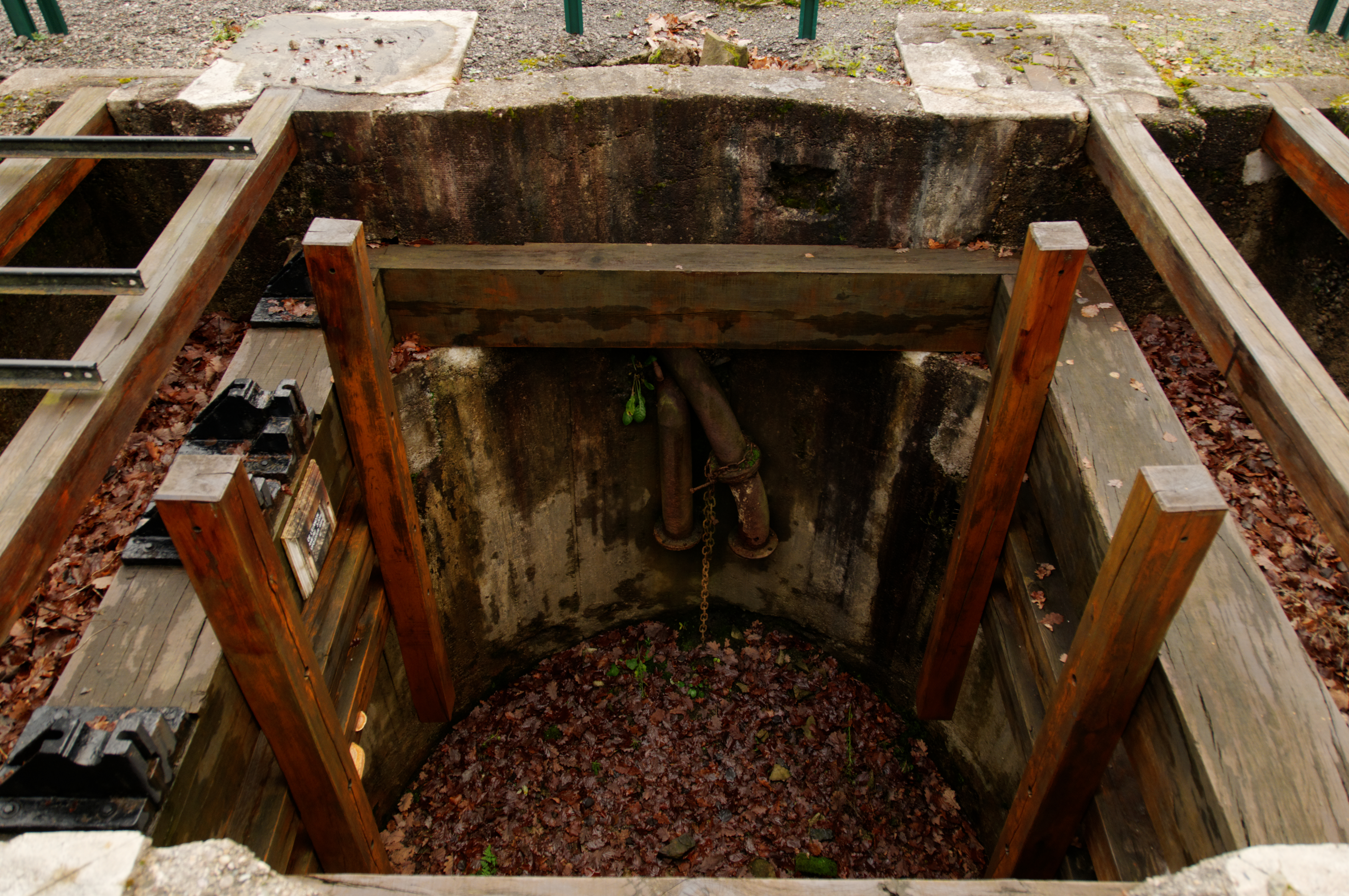
Structure du puits de l'Étançon.
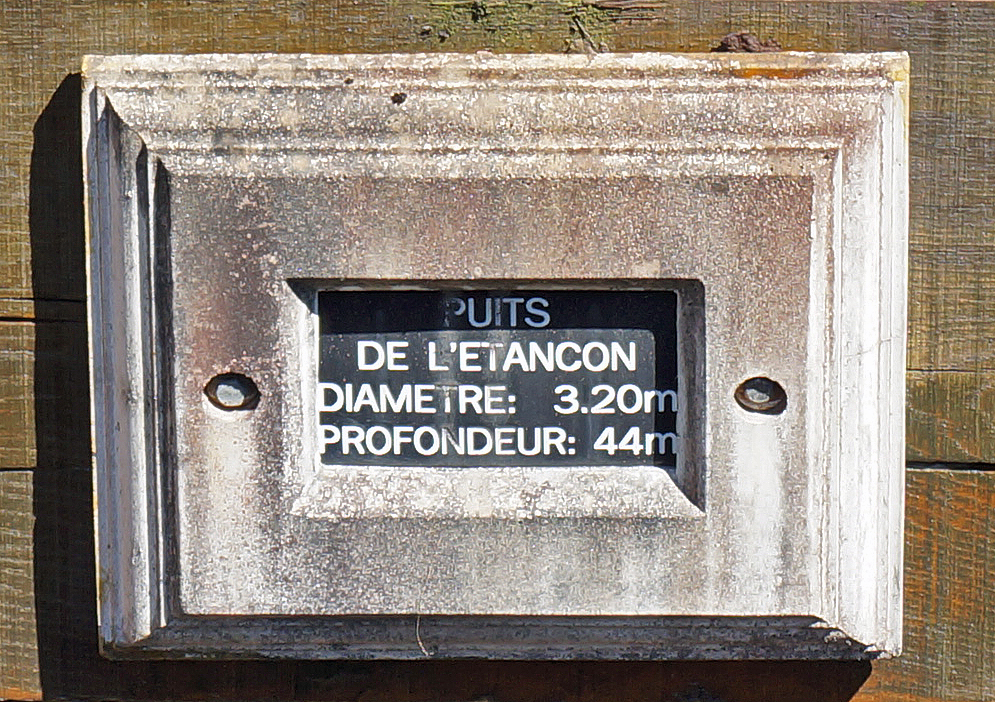
Les inscriptions du puits.
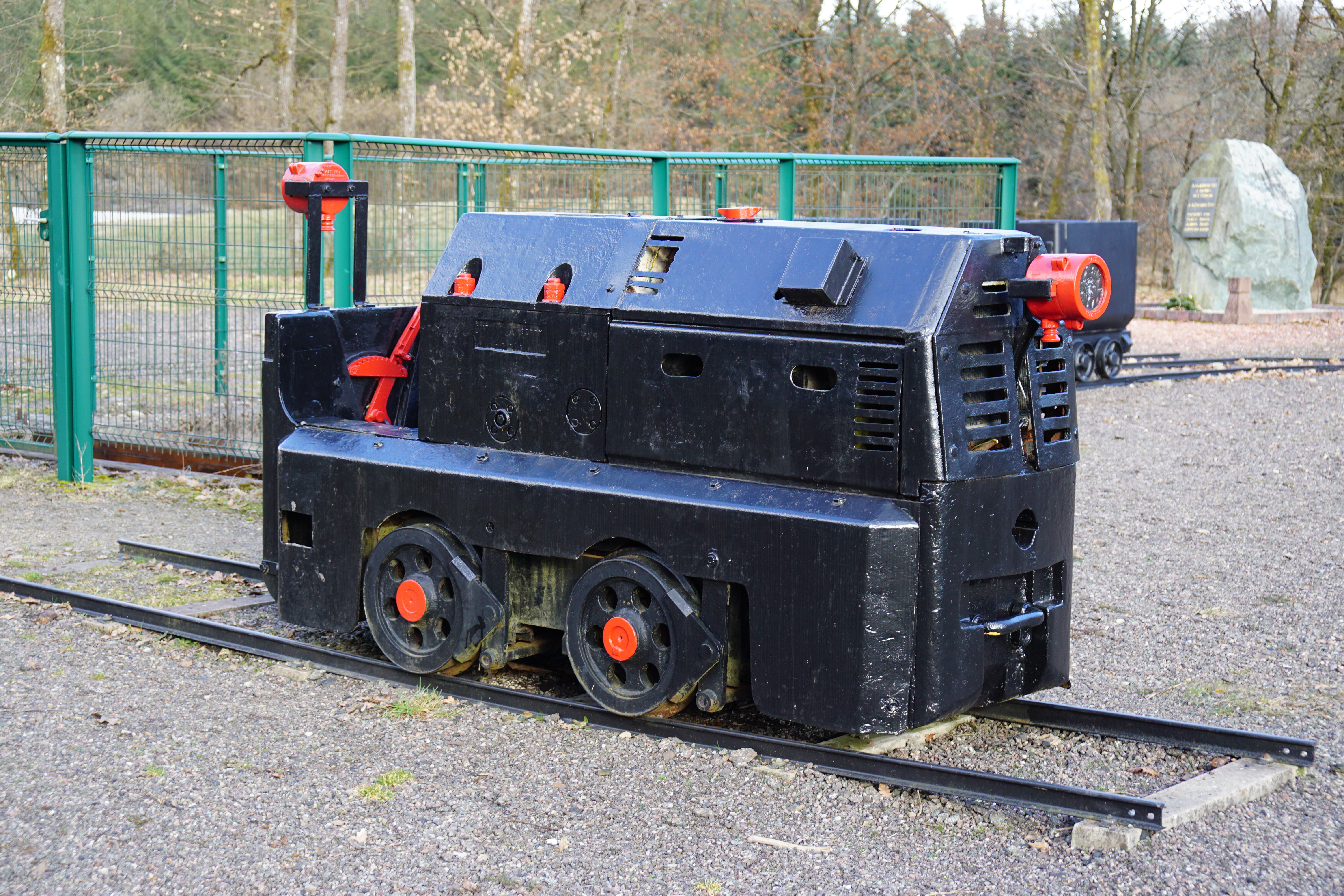
La locomotive ajoutée en 2008.

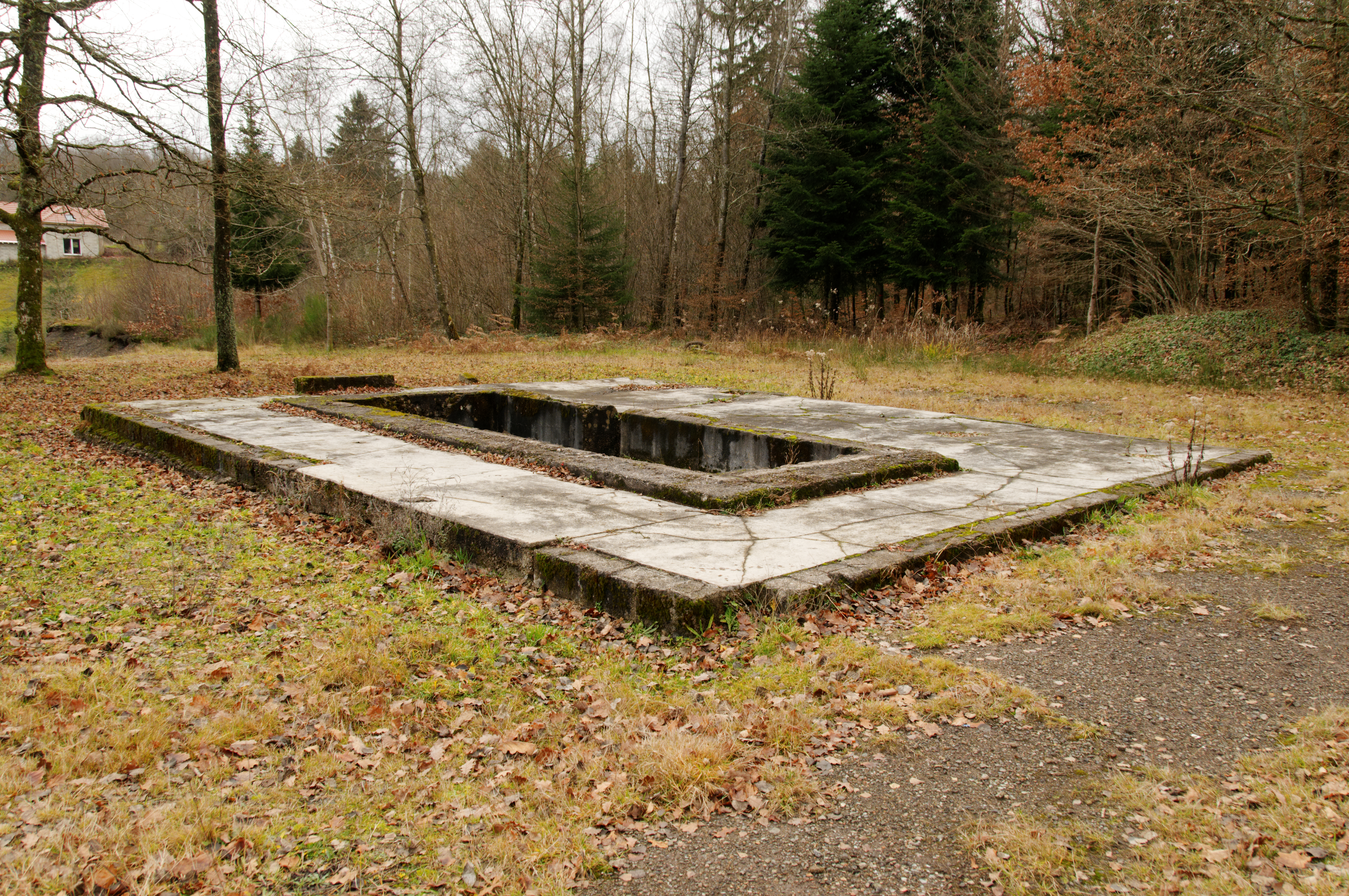
L'ancien bâtiment de la machine d'extraction.
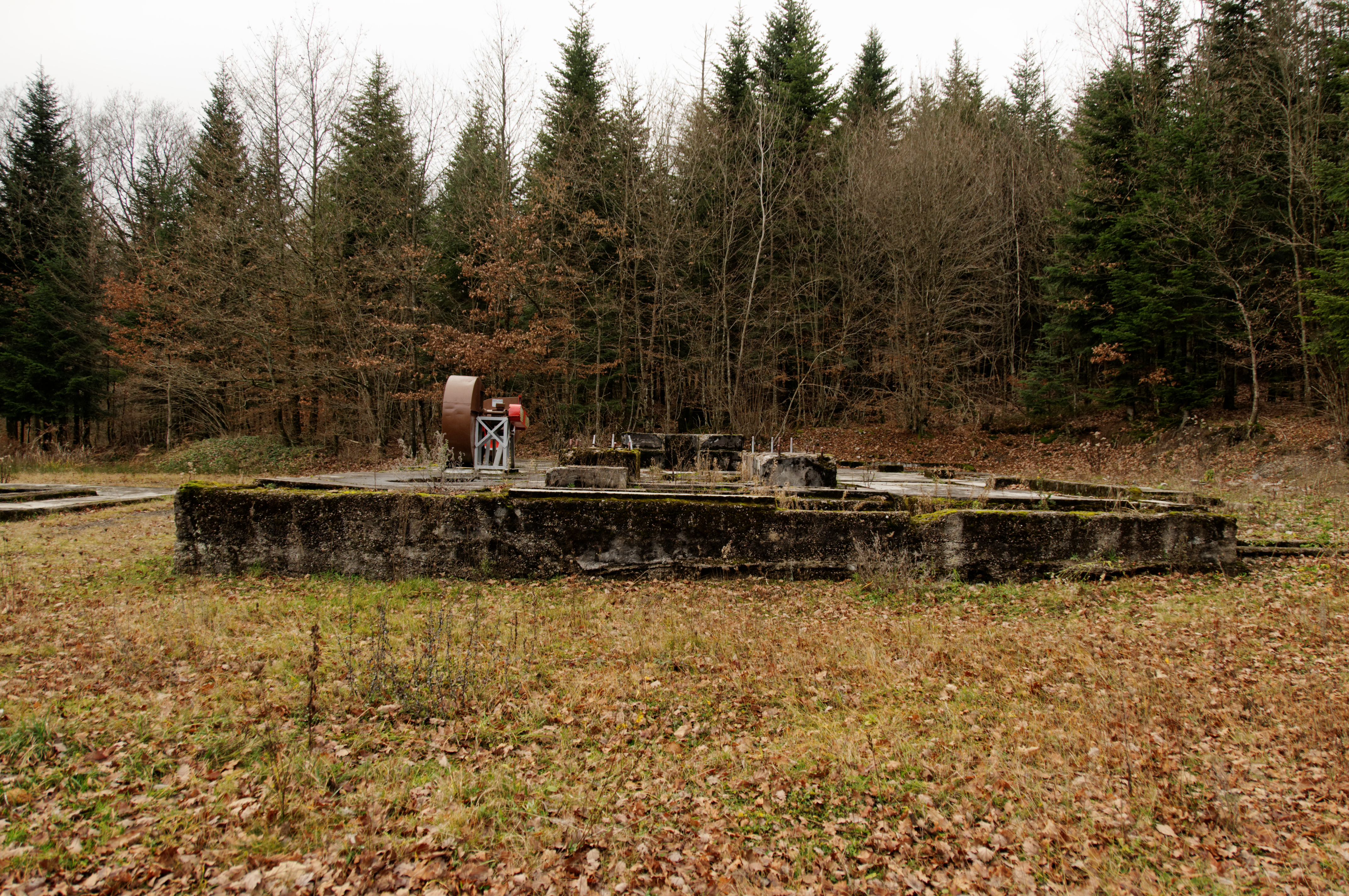
Vestige de la salle des compresseurs.
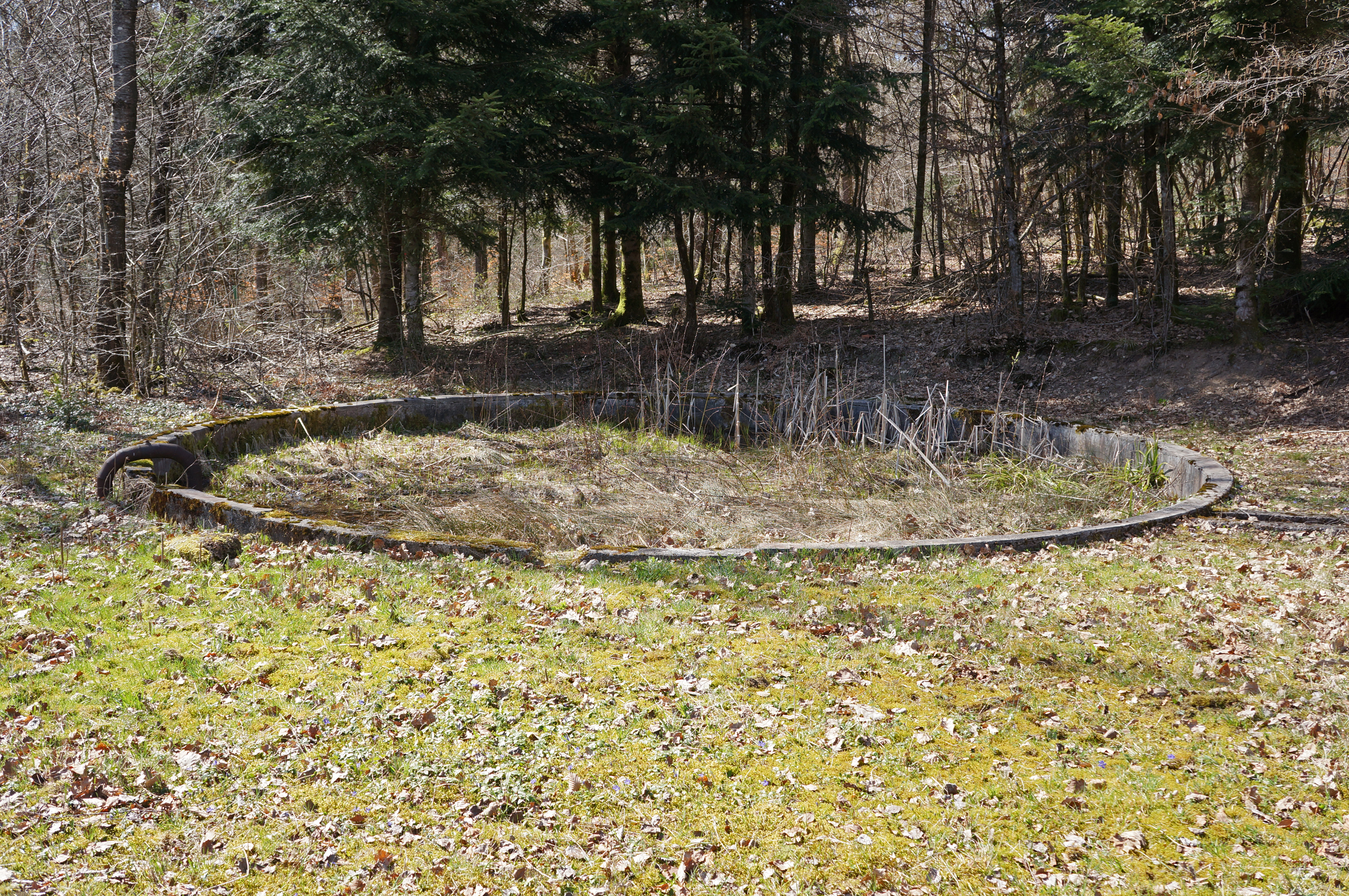
Restes du bassin de décantation.
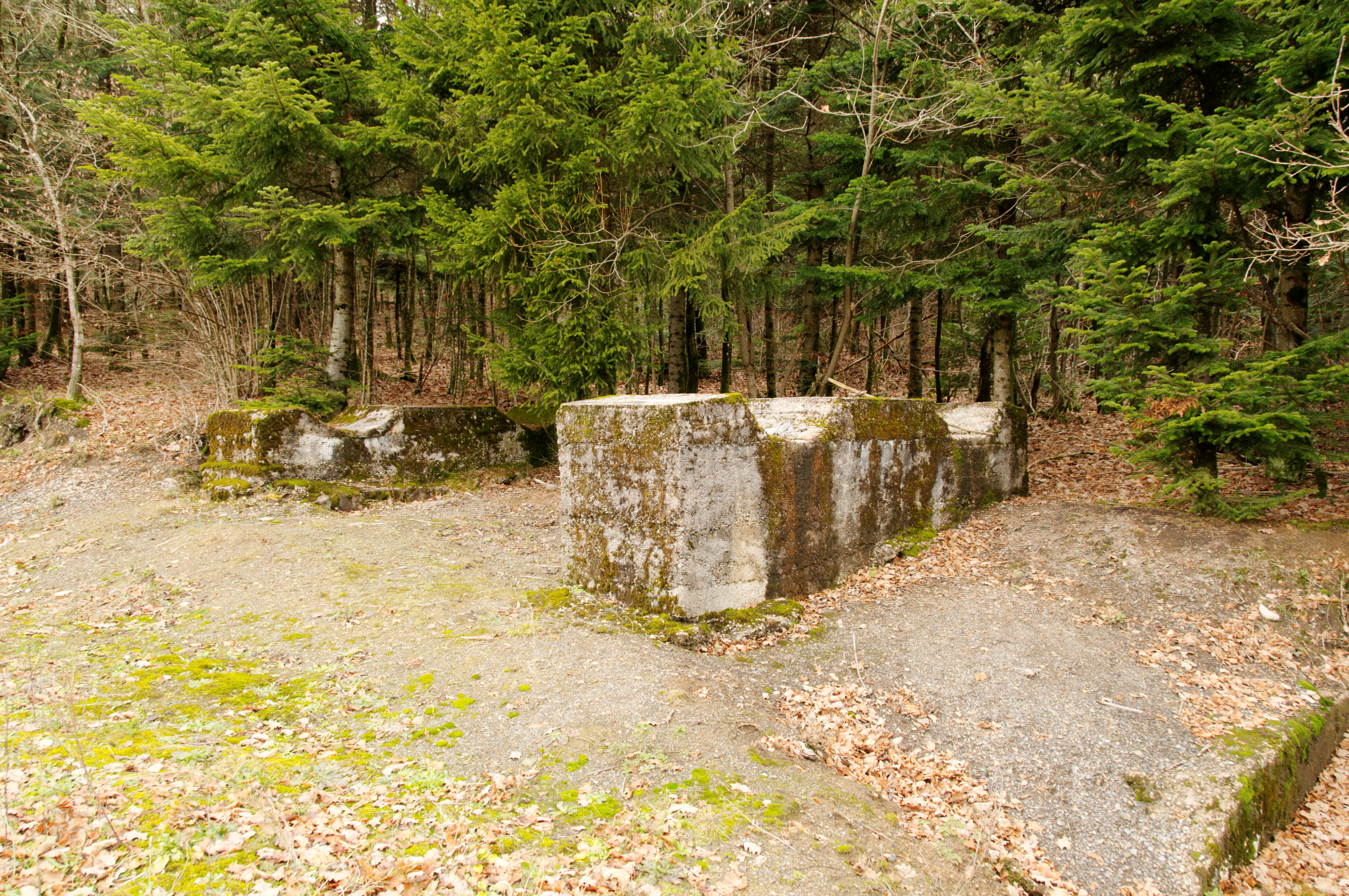
Supports des réservoirs d'air comprimé.

## Le terril
47° 42′ 32″ N, 6° 38′ 44″ E
Le puits de l’Étançon est entouré par un petit terril plat, formé en longueur sur le flanc d'un vallonnement naturel.
Au cours des années 2000, l'association SMPM effectue un inventaire de la mycoflore sur les terrils des puits du Chanois et de l’Étançon. Elle y découvre plusieurs espèces rares telles que le Pisolithus arhizus, le Lactarius fuscus et le Stropharia rugosoannulata démontrant l’intérêt de conserver ces terrils. Le 19 juin 2007, le conseil municipal de Ronchamp annonce officiellement la conservation du terril de l’Étançon ainsi que de la partie nord-ouest des terrils de la plaine du Chanois,.

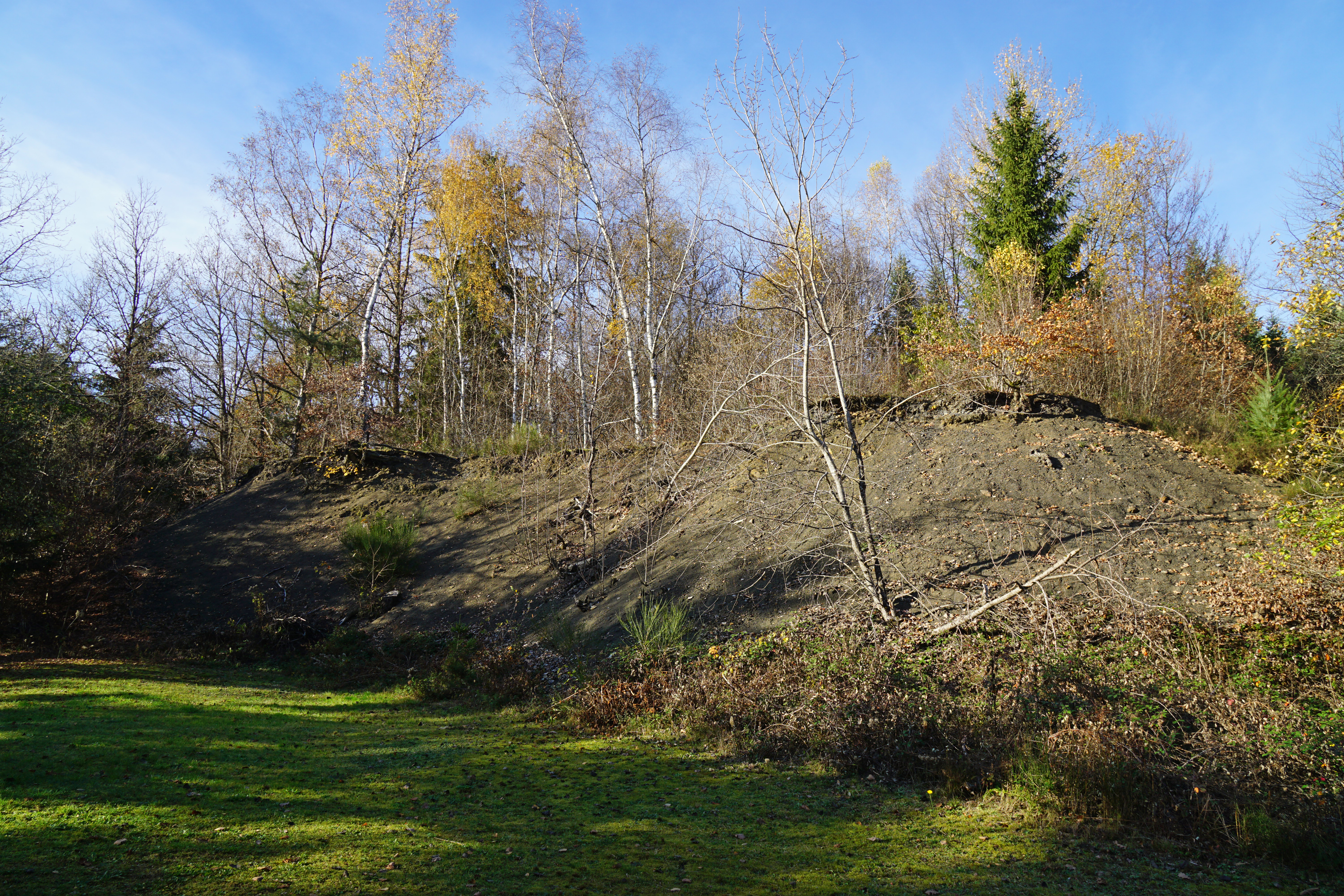
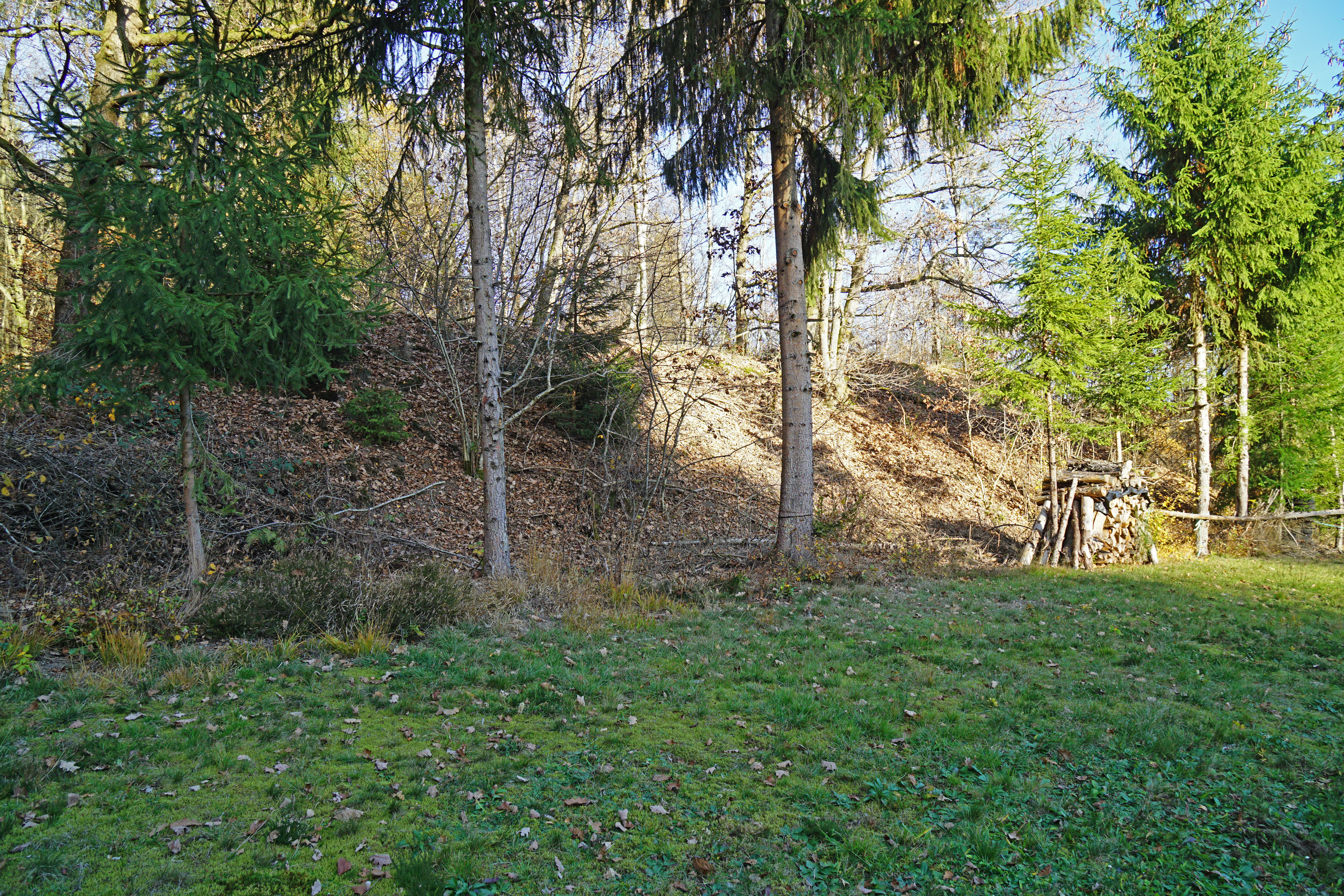
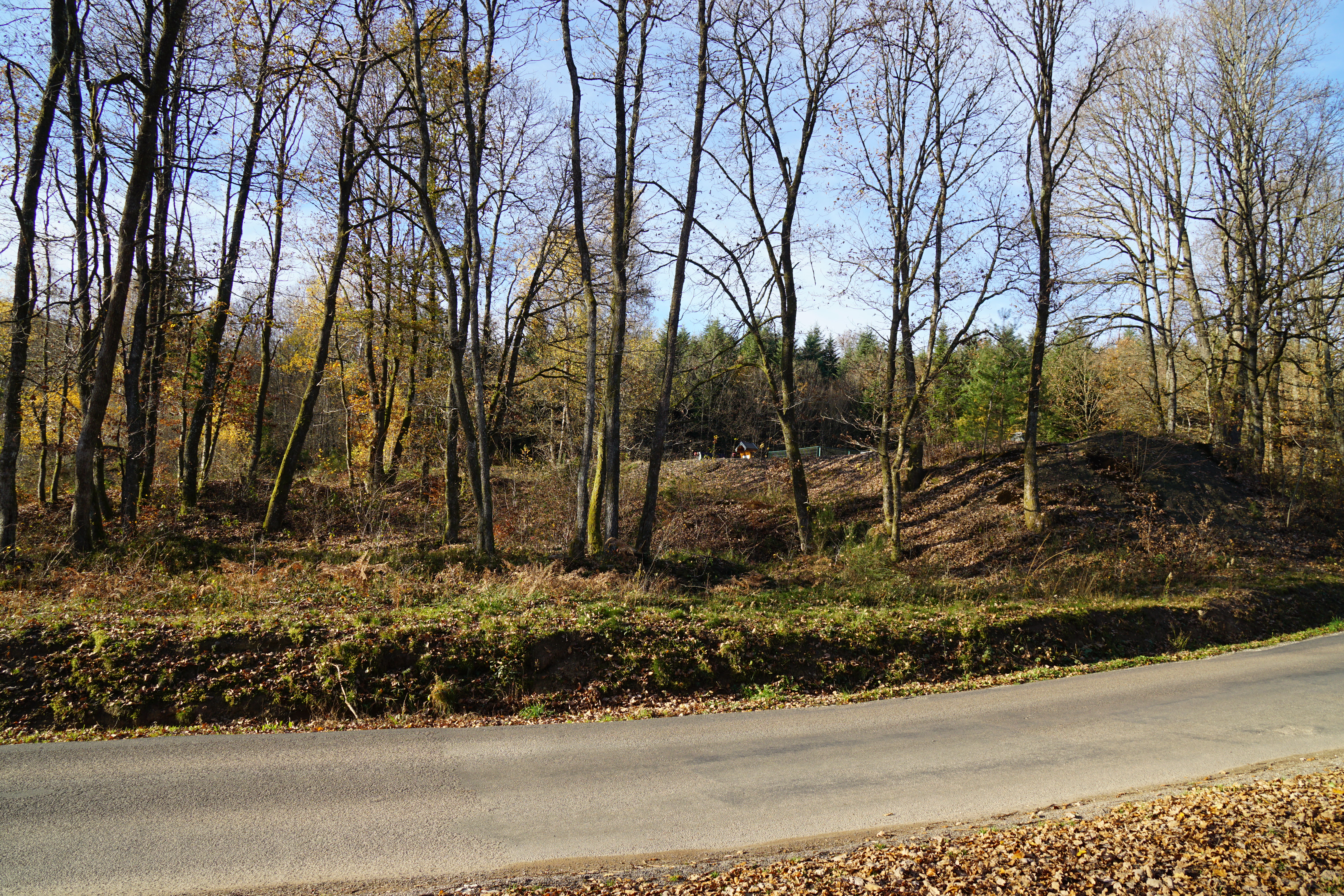

### Illustrations
1. ↑  « Sondage préfigurant le puits de l’Étançon », sur abamm.org.
2. ↑  « L'atelier d’arrivée du charbon », sur abamm.org.
3. ↑  « Remblayage du puits », sur abamm.org.
4. ↑  « Défrichage du site de l’Étançon », sur abamm.org.